# Gone Girl
Pour plus de détails, voir Fiche technique et Distribution.
Gone Girl ou Les Apparences au Québec est un film américain réalisé par David Fincher, sorti en 2014. Il s'agit de l'adaptation cinématographique du best-seller américain Les Apparences (Gone Girl) de Gillian Flynn, qui en est également la scénariste.
Le film débute alors que Nick se rend compte un matin que sa femme Amy a disparu de leur luxueuse maison. Les policiers découvrent des indices indiquant une mort brutale. Nick est alors soupçonné du crime.
Le film reçoit plusieurs distinctions dont une nomination au British Academy Film Award de la meilleure actrice pour Rosamund Pike.
Satire du mariage et des médias, le film se présente comme une dénonciation de l'hypocrisie d'une société américaine idolâtrant les apparences.

## Synopsis

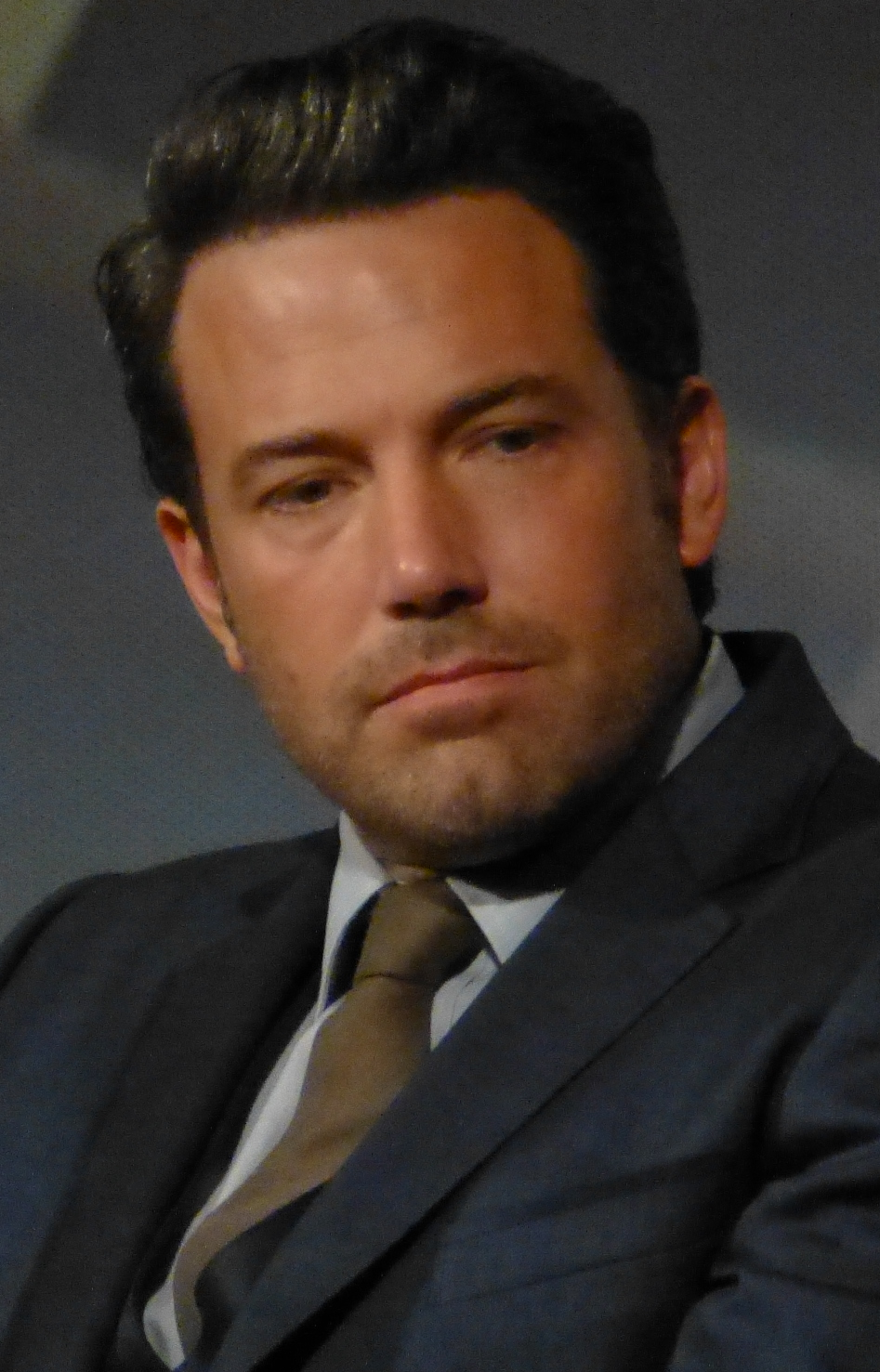
Ben Affleck, l'interprète de Nick Dunne, au festival du film de New York, en septembre 2014.

Le jour de leur cinquième anniversaire de mariage, le professeur d'écriture Nick Dunne (Ben Affleck) remarque en rentrant chez lui que sa femme Amy (Rosamund Pike) a disparu. Cela fait près de deux ans que les époux ont quitté New York pour s'installer dans la ville natale de Nick, dans le Missouri. Amy ayant servi d'inspiration à ses parents pour la série de livres pour enfants L'Épatante Amy, sa disparition suscite de vives émotions dans tout le pays. En conférence de presse, Nick paraît peu affecté par la disparition de son épouse. Les médias le pointent alors du doigt comme potentiel meurtrier et s'interrogent sur son comportement qui pourrait être celui d'un sociopathe.
Dans un journal intime, Amy a décrit sa relation avec son mari. Elle explique qu'ils se sont rencontrés à New York, alors que Nick était journaliste et qu'Amy écrivait des quiz pour un magazine, et que, après la crise de 2008, les deux époux ont perdu leur travail. Les parents d'Amy (David Clennon et Lisa Banes) ont connu eux aussi un revers de fortune, après avoir été lâché par leur éditeur, et Amy a dû sacrifier toutes ses économies pour les tirer d'embarras. Quand la mère de Nick est tombée malade, Amy explique qu'il aurait décidé de déménager dans le Missouri sans demander l'avis de sa femme. Là-bas, Amy y reste sans emploi, et elle achète un bar à son mari, qu'il tient en compagnie de sa sœur jumelle Margo (Carrie Coon). En parallèle, Nick enseigne l'écriture à la faculté locale. Selon Amy, Nick devient dès lors peu attentionné et consacre ses journées à boire dans son bar ou à jouer à des jeux vidéo. Enfin, Amy écrit dans son journal que Nick s'est montré violent, au point qu'elle pense acheter un revolver car elle a peur que Nick la tue.
Comme pour chaque anniversaire, Amy a préparé une chasse aux trésors durant laquelle Nick doit trouver des indices. Ceux-ci le mènent d'abord à son bureau à la faculté, où la détective Rhonda Boney (Kim Dickens), qui l'accompagne, retrouve une culotte de femme. Pendant que la police fouille sa maison, Nick vit chez Margo. Une nuit, il y reçoit la visite de sa jeune maîtresse, Andie Fitzgerald (Emily Ratajkowski), une de ses élèves, qui passe la nuit avec lui. La sœur de Nick découvre alors qu'il est infidèle.
Le deuxième indice conduit Nick à la maison de son père, inhabitée depuis que celui-ci a été diagnostiqué atteint de la maladie d'Alzheimer. En rentrant, il déclenche une alarme anti-voleur, ce qui attire la police. Il a alors juste le temps de trouver la lettre contenant le troisième indice. Plus tard, Boney et son partenaire James Gilpin (Patrick Fugit) se rendent sur place pour comprendre la présence de Nick à cet endroit-là. Ils trouvent le journal intime d'Amy incomplètement brûlé dans la chaudière de la maison. En lisant son contenu, ils pensent que Nick a tenté de se débarrasser du journal. Cela vient s'ajouter à une série de preuves allant contre Nick, comme une série d'objets de loisirs qu'il aurait achetés mais que la police n'a pas retrouvés à son domicile. En suivant le troisième indice, Nick se retrouve dans le bûcher derrière la maison de Margo, où il découvre tous les objets qu'il est censé avoir payés avec sa propre carte de crédit. Nick en déduit qu'Amy a tout orchestré pour qu'il soit vu comme coupable de son meurtre.
Nick enquête sur deux anciennes liaisons d'Amy. Il découvre deux vies brisées. D'abord, Tommy O'Hara (Scoot McNairy) lui révèle qu'Amy a fabriqué des faux indices pour faire croire qu'elle a été victime de viol de sa part. Tommy traîne depuis une étiquette de délinquant sexuel qui l'empêche de trouver un emploi. Nick retrouve aussi Desi Collings (Neil Patrick Harris), un riche héritier. Ancien flirt d'Amy, il a mal vécu leur rupture, d'autant qu'Amy a obtenu contre lui une ordonnance restrictive.
En réalité, Amy est bien vivante, et une large partie de son journal intime est rempli de mensonges. Pour se venger de la passivité, de l'indifférence et de l'infidélité de Nick, elle a simulé son propre assassinat. Elle a répandu son sang sur le sol, puis l'a nettoyé sans zèle excessif pour que la police en décèle le spectre au luminol. Après avoir acheté en liquide une petite voiture d'occasion, Amy a pris la route et se cache dans un camping. Dépouillée de tout son argent, elle finit par reprendre contact avec Desi. Elle le manipule alors en lui racontant que son mari est dangereux, et il la met à l'abri dans une résidence secondaire isolée et truffée de caméras de surveillance.
Nick s'est résigné à prendre pour avocat Tanner Bolt (Tyler Perry), hors de prix mais spécialisé dans les affaires de violences conjugales. Celui-ci pressent que tôt ou tard Andie va révéler sa liaison, ce qui conduirait Nick à sa perte. Il prévoit alors de l'annoncer lui-même sur une chaîne concurrente afin de faire bonne figure. Mais quelques minutes avant son interview, Andie dévoile sa relation avec Nick à l'occasion d'une conférence de presse. Contre l'avis de son avocat, Nick décide de s'exprimer quand même : il affirme publiquement ne pas avoir tué son épouse, admet ses fautes en tant que mari infidèle et proclame n'aspirer qu'à retrouver Amy pour un nouveau départ. Il y glisse quelques messages cachés à Amy, qui voit l'émission avec Desi.
L'enquête poursuit cependant son cours. Rhonda Boney a désormais la conviction que Nick a bien tué sa femme et l'incarcère. Libéré sous caution quelques jours plus tard grâce à son avocat, Nick en est réduit à rester enfermé à son domicile, cerné par la presse et le public.
Amy échafaude un plan pour réapparaître en expliquant sa disparition et se débarrasser de Desi, devenu un potentiel témoin gênant. Aussi, afin de présenter une explication valable à sa disparition, elle simule une séquestration face aux caméras du système de surveillance de la maison, puis égorge Desi en plein orgasme et se présente ensuite couverte de sang au domicile conjugal qu'encerclent toujours les journalistes. Ayant pris soin de multiplier les faux indices, Amy peut accuser Desi d'enlèvement avec violence, de séquestration et de viol, et invoquer la légitime défense.
Connaissant les antécédents de son épouse, Nick n'est pas dupe, mais les caméras sont là, il est sous le feu du jeu médiatique et d'une opinion publique versatile, émotive et il est prisonnier des apparences. C'est avec une certaine appréhension qu'il entre avec Amy dans leur maison. Il tient à faire chambre à part, en s'enfermant à clé, craignant son épouse qu'il ne reconnaît plus et dont il se méfie désormais. Amy finit par lui avouer le meurtre de Desi, crime lui-même entraîné par les bonnes résolutions publiques de Nick. Par la suite, elle lui apprend qu'elle attend un enfant de lui, grâce à du sperme congelé datant d'une époque où ils envisageaient une procréation assistée. Nick confère avec sa sœur, son avocat et l'inspectrice chargée de l'enquête. Tous mettent sérieusement en doute la légitime défense, mais rien ne permet de prouver la culpabilité d'Amy. Puisqu'il ne veut pas abandonner son enfant à naître, Nick, soutenu par sa sœur, se résout à cohabiter avec son épouse.

## Fiche technique
- Titre original : Gone Girl
- Titre québécois : Les Apparences
- Réalisation : David Fincher

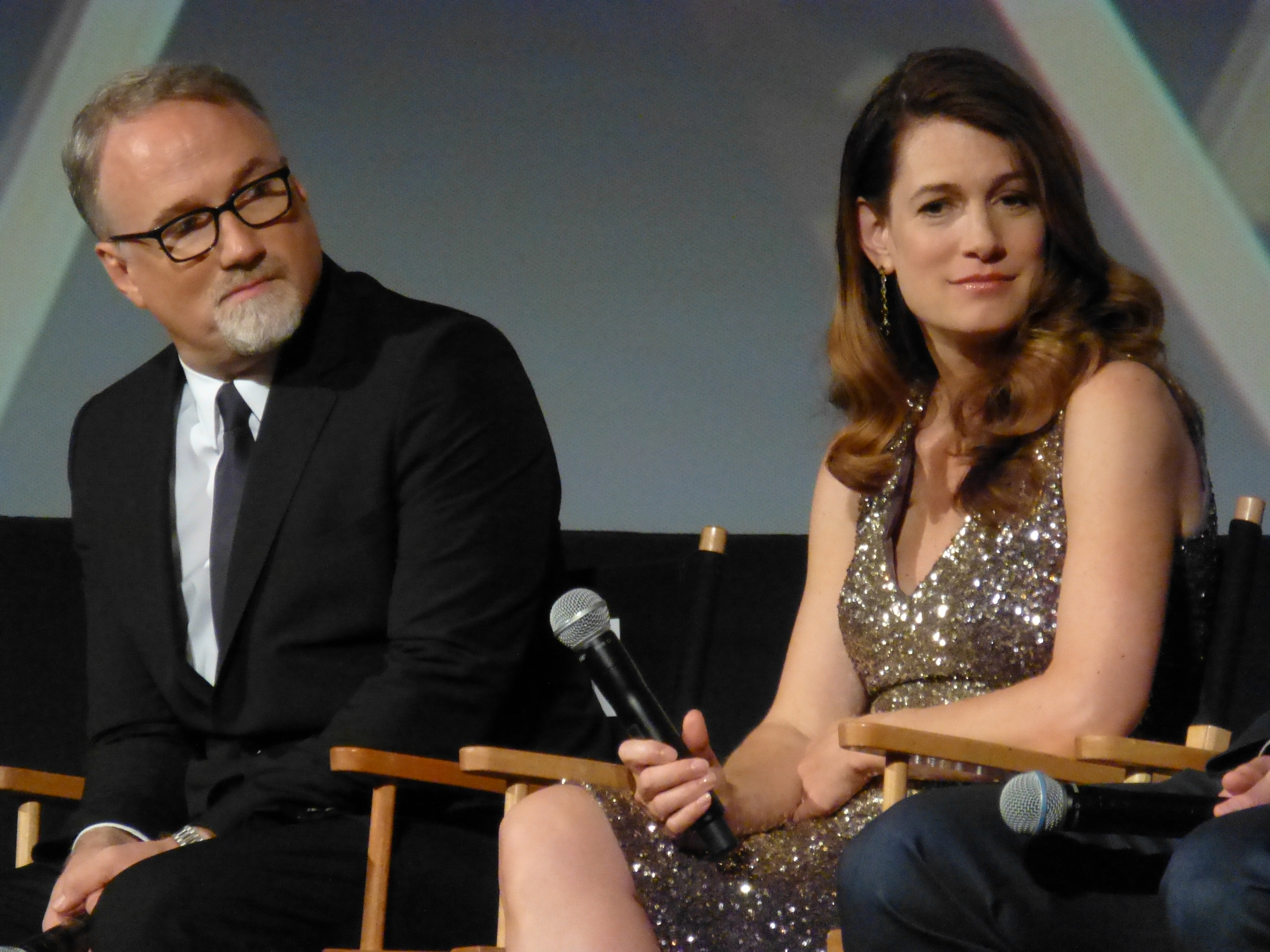
Le réalisateur David Fincher et la scénariste Gillian Flynn.

- Scénario : Gillian Flynn, d'après son roman Les Apparences (Gone Girl)[1] paru en 2012
- Musique : Trent Reznor et Atticus Ross
- Direction artistique : Sue Chan
- Décors : Donald Graham Burt
- Costumes : Trish Summerville
- Photographie : Jeff Cronenweth
- Montage : Kirk Baxter
- Production : Leslie Dixon, Bruna Papandrea et Reese Witherspoon
- Sociétés de production : Pacific Standard et New Regency Pictures
- Sociétés de distribution :  20th Century Fox,  Twentieth Century Fox France
- Budget : 61 000 000 $[2]
- Pays de production :  États-Unis
- Langue originale : anglais
- Format : couleur 35 mm Ratio : 2,39:1
- Genre : thriller
- Durée : 149 minutes
- Dates de sortie :
  - États-Unis : 26 septembre 2014 (festival du film de New York) ; 3 octobre 2014 (sortie nationale)
  - France : 8 octobre 2014
- Classification[3] :
  - États-Unis : R
  - France : tous publics avec avertissement et déconseillé aux moins de 12 ans à la télévision

## Distribution

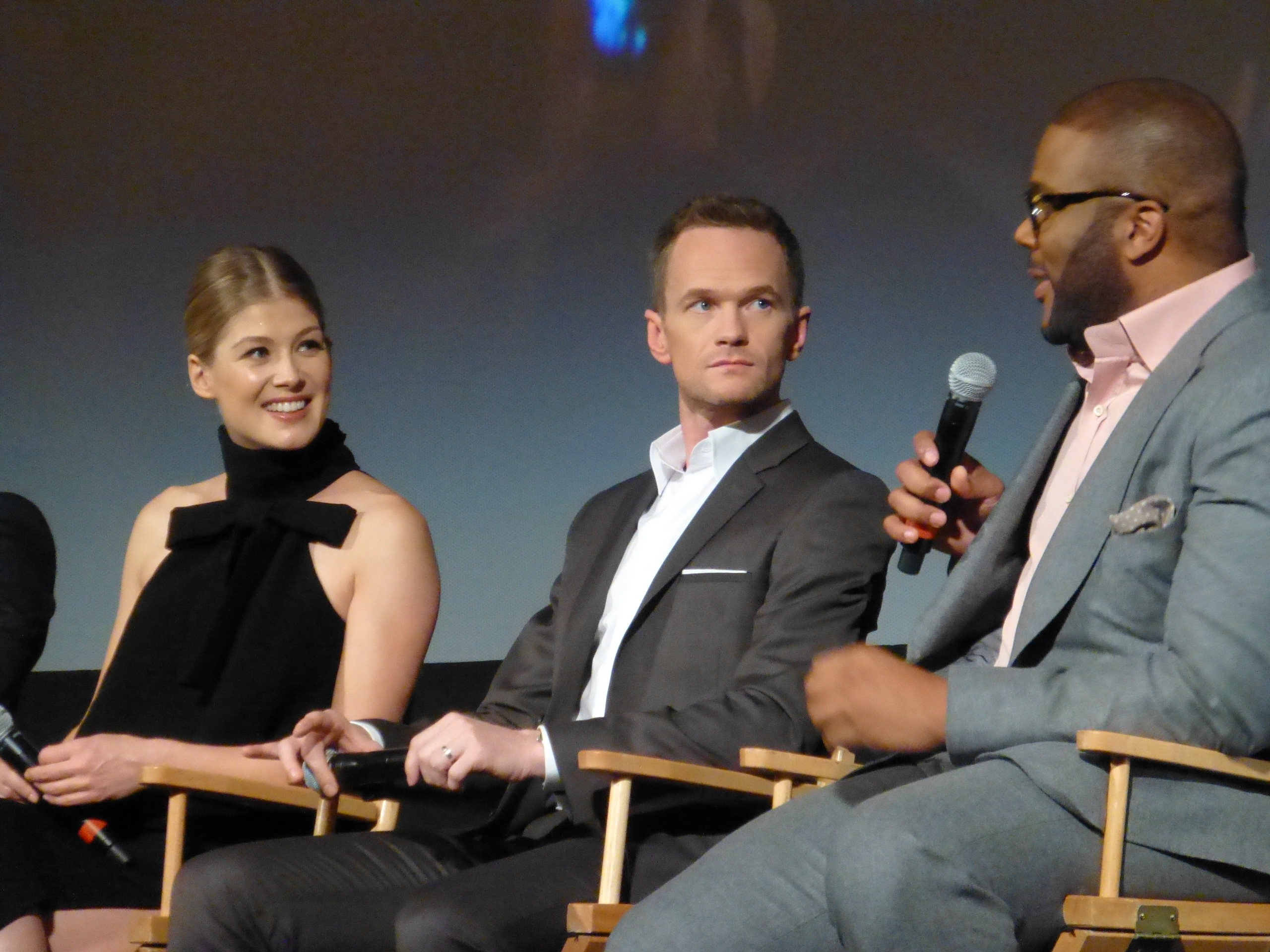
Rosamund Pike (Amy), Neil Patrick Harris (Desi) et Tyler Perry (l'avocat Tanner Bolt).

- Ben Affleck (VF : Jean-Pierre Michaël ; VQ : Pierre Auger) : Nicholas « Nick » Dunne
- Rosamund Pike (VF : Laura Blanc ; VQ : Valérie Gagné) : Amy Elliott Dunne
- Neil Patrick Harris (VF : Vincent Ropion ; VQ : Joël Legendre) : Desi Collings
- Tyler Perry (VF : Frantz Confiac ; VQ : Frédéric Paquet) : Tanner Bolt
- Carrie Coon (VF : Juliette Degenne ; VQ : Marika Lhoumeau) : Margo « Go » Dunne
- Kim Dickens (VF : Rafaèle Moutier ; VQ : Mélanie Laberge) : L'inspecteur Rhonda Boney
- Patrick Fugit (VF : Vincent de Bouard ; VQ : Martin Watier) : L'inspecteur James « Jim » Gilpin
- Emily Ratajkowski (VF : Lola Corréa ; VQ : Kim Jalabert) : Andie Fitzgerald
- Missi Pyle (VF : Valérie Nosrée ; VQ : Élise Bertrand) : Ellen Abbott
- Casey Wilson (VF : Nathalie Karsenti ; VQ: Julie Beauchemin) : Noelle Hawthorne
- David Clennon (VF : Georges Claisse ; VQ : Jacques Lavallée) : Rand Elliott
- Boyd Holbrook (VF : David Van De Woestyne) : Jeff
- Lola Kirke (VF : Armelle Gallaud ; VQ : Manon Arsenault) : Greta
- Lisa Banes (VF : Véronique Augereau ; VQ : Louise Rémy) : Marybeth Elliott
- Lee Norris : l'officier Washington
- Scoot McNairy (VF : Cédric Dumond ; VQ : Claude Gagnon) : Tommy O'Hara
- Sela Ward (VF : Caroline Jacquin ; VQ : Hélène Mondoux) : Sharon Schieber
- Kathleen Rose Perkins : Shawna Kelly

Source et légende : version française (VF) sur RS Doublage version québécoise (VQ) sur Doublage Québec

## Production

### Développement
En janvier 2013, il est révélé que David Fincher est envisagé pour réaliser l'adaptation cinématographique du roman Les Apparences de Gillian Flynn, dont les droits appartiennent à la 20th Century Fox. Après l'annulation de son projet d'adaptation de Vingt mille lieues sous les mers à l'été 2013, David Fincher se concentre sur le projet Gone Girl.

### Choix des interprètes
Pour le rôle de Nick Dunne, les premiers choix étaient Tom Cruise, Brad Pitt, Jon Hamm, Seth Rogen ou encore Ryan Reynolds.
Pour le rôle féminin principal, de nombreuses actrices sont envisagées. Après les refus de Natalie Portman, Emily Blunt, Jessica Chastain, Rooney Mara et Charlize Theron, les noms de Rosamund Pike, Abbie Cornish, Olivia Wilde et Julianne Hough sont évoqués. Reese Witherspoon était un temps liée au personnage, mais n'est finalement que productrice. Heather Graham voulait non seulement incarner le rôle d'Amy mais aussi produire le film mais les droits du roman avaient déjà été acquis par la société de production de Reese Witherspoon.
Quelques jours après l'annonce de Ben Affleck, Rosamund Pike est confirmée dans le rôle principal féminin en juillet 2013.

### Tournage

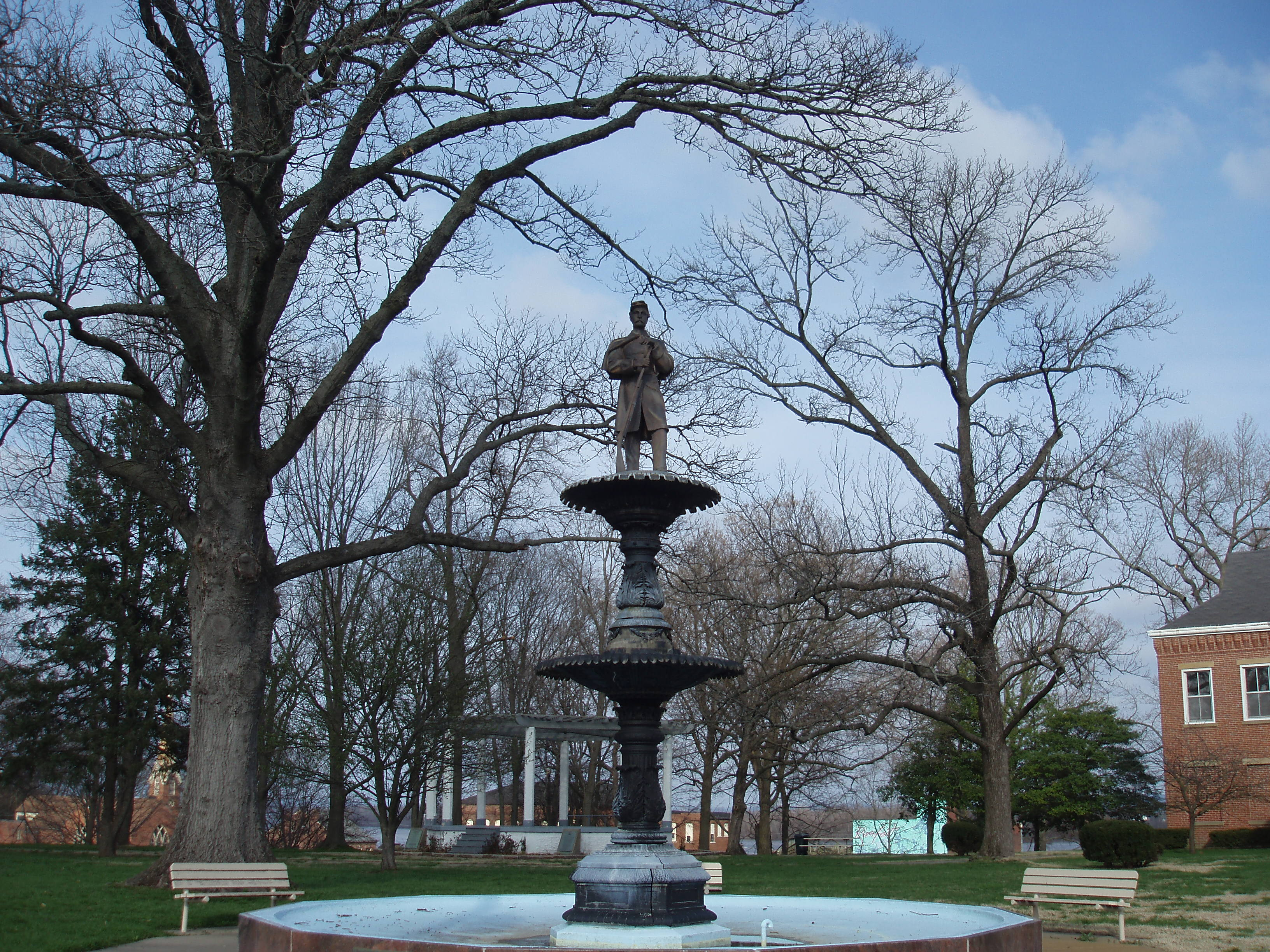
Cap-Girardeau dans le Missouri.

Quelques scènes sont tournées avant le 15 septembre 2013 sans les acteurs, qui ne sont présents qu'à cette date à Cap Girardeau dans le Missouri.

## Accueil
Le film a été bien reçu par les critiques. Sur le site Rotten Tomatoes, le film obtient 87 % de critiques positives (appréciation basée sur 352 critiques). Sur Metacritic, il obtient une note moyenne de 79⁄100 pour 49 critiques.
Il a obtenu des critiques positives en France. En France, le site Allociné propose une note moyenne de 4⁄5 à partir de l'interprétation de critiques provenant de 35 titres de presse.
- Jean-Baptiste Herment, Mad Movies : « On craignait un thriller propret et on se retrouve avec un film de machination retors et barré[14]. »
- Cécile Mury, Télérama : « Tout se dédouble et se contredit […] Le film entier est une incursion au pays du toc et des identités mouvantes, incertaines, où la réalité abdique devant sa représentation. Rien n'échappe à cet examen jouissif et glacé. Première cible, les médias tout-puissants, qui, juges et parties, remodèlent le réel à leur convenance. Mais, à travers eux, c'est l'hypocrisie de toute une société que le film épingle[15]. »
- Jacky Goldberg, Les Inrockuptibles : « Frisant souvent la farce, Fincher y fait le portrait joyeux d’une Amérique comme fabrique à monstres et réaffirme son credo : le monde est une mise en scène, une illusion, à laquelle rien n’échappe et certainement pas le mariage, avec sa promesse absurde — ou sublime, c’est selon — de garder, tout au long de sa vie, les yeux grand fermés[16]. »

### Box-office
Aux États-Unis, à prix constant du ticket, le plus gros succès de Fincher reste Seven, sorti en 1995 : il a rapporté 100 125 643 dollars de l'époque, ce qui représenterait 186 444 500 dollars au prix du ticket de décembre 2014. Gone Girl, au 1er janvier 2015, après treize semaines d'exploitation, vient à la deuxième place des succès aux États-Unis de Fincher, avec 166 300 000 dollars.
Hors États-Unis, au 1er janvier 2015, Gone Girl rapporte 190 500 000 dollars, ce qui donne pour le monde entier un total de 356 800 000 dollars.
Au 25 novembre 2014, en sept semaines d'exploitation, le film attire en France 1 800 000 spectateurs. Finalement, le box-office, en France, enregistre 1 904 894 entrées[réf. nécessaire].

### Accusations de misogynie
Dans un entretien en 2013 avec Novid Parsi de Time Out qui jugeait le dénouement du film « clivant », la scénariste Gillian Flynn a déclaré qu'elle a voulu prendre à rebours la notion que les femmes sont naturellement bienfaisantes. Dans le New York Times en 2014, elle ajoute qu'elle s'est posé la question de la misogynie : « J'ai passé 24 heures à hésiter et à me dire « j'ai tué le féminisme. Pourquoi ai-je fait ça ? Zut ! C'est pas ce que je voulais ». Et puis très vite je me suis sentie très à l'aise avec ce que j'avais écrit. » Elle récuse les accusations de misogynie sur son roman et sur le film, et argue que quand des hommes créent des personnages masculins malfaisants, on appelle ça des antihéros.
Dans le Guardian du 6 octobre 2014, Joan Smith accuse le film de « recycler des mythes sur le viol » en citant des études scientifiques de 2013 au Royaume-Uni qui établissent que les fausses déclarations de viol, comme celle racontée dans le film, sont extrêmement rares. Elle dit : « Les personnages vivent dans un univers parallèle où les victimes de viol sont prises en charge avec une attention chevaleresque. Allez donc dire ça aux victimes, ici ou aux États-Unis, dont les dépositions ont été rejetées par des agents de police sceptiques. »
Lors de la sortie française, un article d'Osez le féminisme a particulièrement fait parler de lui,. Justine Le Moult et Amanda Postel y accusent l'intrigue du film de « virer à l'illustration parfaite des thèses masculinistes. » Le personnage d'« Amy incarne le cliché patriarcal de la perversion féminine idéale, qui utilise la violence psychologique, prétendue arme favorite des femmes, pour humilier et blesser son mari. [...] A contrario, Nick apparaît comme un pauvre homme victime des femmes, de sa folle de bien-aimée d'abord, mais aussi du personnage-type de l'horrible harpie de journaliste qui l'accuse sans preuve devant des millions de téléspectateurs, et même de la policière avertie qui l'abandonne finalement à son triste sort. »
Dans un article de Mademoizelle, Mymy Haegel défend le film des accusations misogynes et juge Amy Dunne comme « une grande méchante dans la lignée d’autres vilains formidables, d'Hannibal Lecter à Patrick Bateman (American Psycho). » Elle affirme que « les critiques qui jugent que Gone Girl est misogyne, c’est le parti pris selon lequel Amy Dunne est censée représenter les femmes. Et que donc, en montrant ses actions, David Fincher et Gillian Flynn (l’auteure du livre) donneraient une mauvaise image des femmes manipulatrices, tentatrices, menteuses et, il faut bien le dire, radicalement folles. »
Dans un article du journal Le Figaro d'octobre 2014, Julia Beyer nuance les messages du film et défend son réalisateur. Elle déclare que « cristalliser la noirceur de Gone Girl autour du personnage féminin pour crier à une forme de sexisme semble être relativement malhonnête lorsqu'on connaît l'œuvre de Fincher. À travers neufs longs métrages, le réalisateur a su s'affirmer comme un cinéaste habile développant plusieurs obsessions. Ainsi, la violence, le nihilisme, le combat entre le bien et le mal, la douleur psychologique et physique ou encore l'aliénation sont les thèmes souvent controversés qui hantent son cinéma. Mais le masculinisme ?, on cherche encore… ». Elle répond directement aux détracteurs de l'œuvre : « Précisons aux amazones d'Osez le féminisme! que Gillian Flynn est… une femme. »

## Distinctions

### Récompenses
- Festival international du film de Rome 2014 : Farfalla d’oro
- Festival du film de Hollywood 2014 :
  - Hollywood Movie Award
  - Hollywood Screenwriter Award pour Gillian Flynn
  - Hollywood Sound Award pour Ren Klyce et Steve Cantamessa
- Chicago Film Critics Association Awards 2014 : meilleur scénario adapté pour Gillian Flynn
- Detroit Film Critics Society Awards 2014 : meilleure actrice pour Rosamund Pike
- Kansas City Film Critics Circle Awards 2014 : meilleure actrice pour Rosamund Pike
- National Board of Review Awards 2014 : top 2014 des meilleurs films
- Online Film Critics Society Awards 2014 : meilleure actrice pour Rosamund Pike, meilleur scénario adapté pour Gillian Flynn
- Phoenix Film Critics Society Awards 2014 : 
  - Meilleure actrice pour Rosamund Pike
  - Meilleur scénario adapté pour Gillian Flynn
- St. Louis Film Critics Association Awards 2014 : 
  - Meilleure actrice pour Rosamund Pike
  - Meilleur scénario adapté pour Gillian Flynn
- San Diego Film Critics Society Awards 2014 : meilleur scénario adapté pour Gillian Flynn
- Washington D.C. Area Film Critics Association Awards 2014 : meilleur scénario adapté pour Gillian Flynn
- Critics' Choice Movie Awards 2015 : meilleur scénario adapté pour Gillian Flynn
- Saturn Awards 2015 : 
  - Meilleur thriller
  - Meilleure actrice pour Rosamund Pike

### Sélections
- Festival international du film d'Athènes 2014
- Festival international du film de Bergen 2014
- Festival du film de New York 2014
- Festival international du film de Rio de Janeiro 2014
- Festival du film de Zurich 2014

### Nominations
- British Academy Film Awards 2015 :
  - Meilleure actrice pour Rosamund Pike
  - Meilleur scénario adapté pour Gillian Flynn
- Critics' Choice Movie Awards 2015 :
  - Meilleur film
  - Meilleur réalisateur pour David Fincher
  - Meilleure actrice pour Rosamund Pike
  - Meilleur montage pour Kirk Baxter
  - Meilleure musique de film pour Trent Reznor et Atticus Ross
- Golden Globes 2015 :
  - Meilleur réalisateur pour David Fincher
  - Meilleure actrice dans un film dramatique pour Rosamund Pike
  - Meilleur scénario pour Gillian Flynn
  - Meilleure musique de film pour Trent Reznor et Atticus Ross
- Oscars du cinéma 2015 : meilleure actrice pour Rosamund Pike
- Satellite Awards 2015 :
  - Meilleur film
  - Meilleur réalisateur pour David Fincher
  - Meilleure actrice pour Rosamund Pike
  - Meilleur scénario adapté pour Gillian Flynn
  - Meilleure photographie pour Jeff Cronenweth
  - Meilleur son pour Ren Klyce et Steve Cantamessa
  - Meilleure musique de film pour Trent Reznor et Atticus Ross
- Screen Actors Guild Awards 2015 : meilleure actrice pour Rosamund Pike
- Writers Guild of America Awards 2015 : meilleur scénario adapté de film pour Gillian Flynn

#### Autres liens
- (en) Réflexion sur la fin du film
- (en) Critique humoristique du film
- Explications et analyse du film